# Deverra burchellii
Deverra burchellii là một loài thực vật có hoa trong họ Hoa tán. Loài này được (DC.) Eckl. & Zeyh. mô tả khoa học đầu tiên năm 1837.